# Pademelon à cou rouge
Thylogale thetis
Espèce
Statut de conservation UICN

 LC  : Préoccupation mineure
Le pademelon à cou rouge (Thylogale thetis; en anglais : The Red-necked pademelon) est une espèce de petit Macropodidae.

## Description
Il ressemble beaucoup au pademelon à pattes rouges.
Il est brun-gris avec le ventre crème et le cou et les épaules roux.

## Habitat et répartition
Il vit dans les forêts des régions côtières de l'est de l'Australie. Principalement nocturne, il est très craintif et habite généralement les forêts tempérées à proximité de prairies, se cachant dans la forêt le jour et sortant dans la prairie le soir au crépuscule pour se nourrir.

## Reproduction
Il se reproduit à l'automne et au printemps dans le nord, en été dans le sud.

## Population et conservation
Ses prédateurs comprennent le dingo et le renard roux. Cependant la destruction de son habitat, notamment par le défrichement des terres, est actuellement la plus grande menace pour l'espèce. Il n'est pas actuellement inscrit comme espèce en voie de disparition.

## Galerie

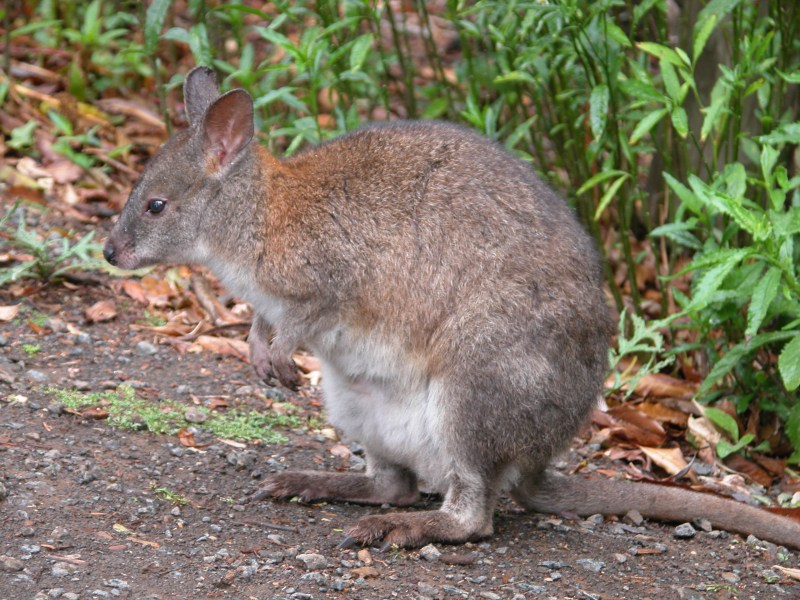
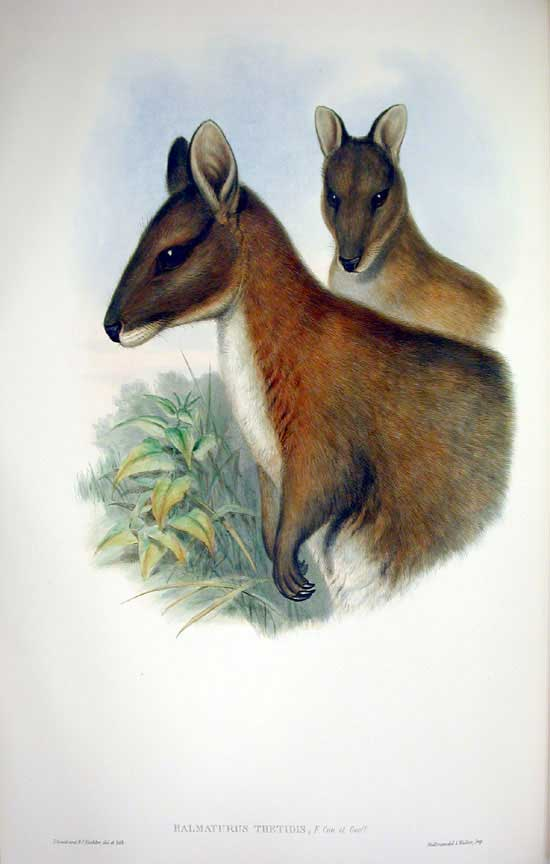
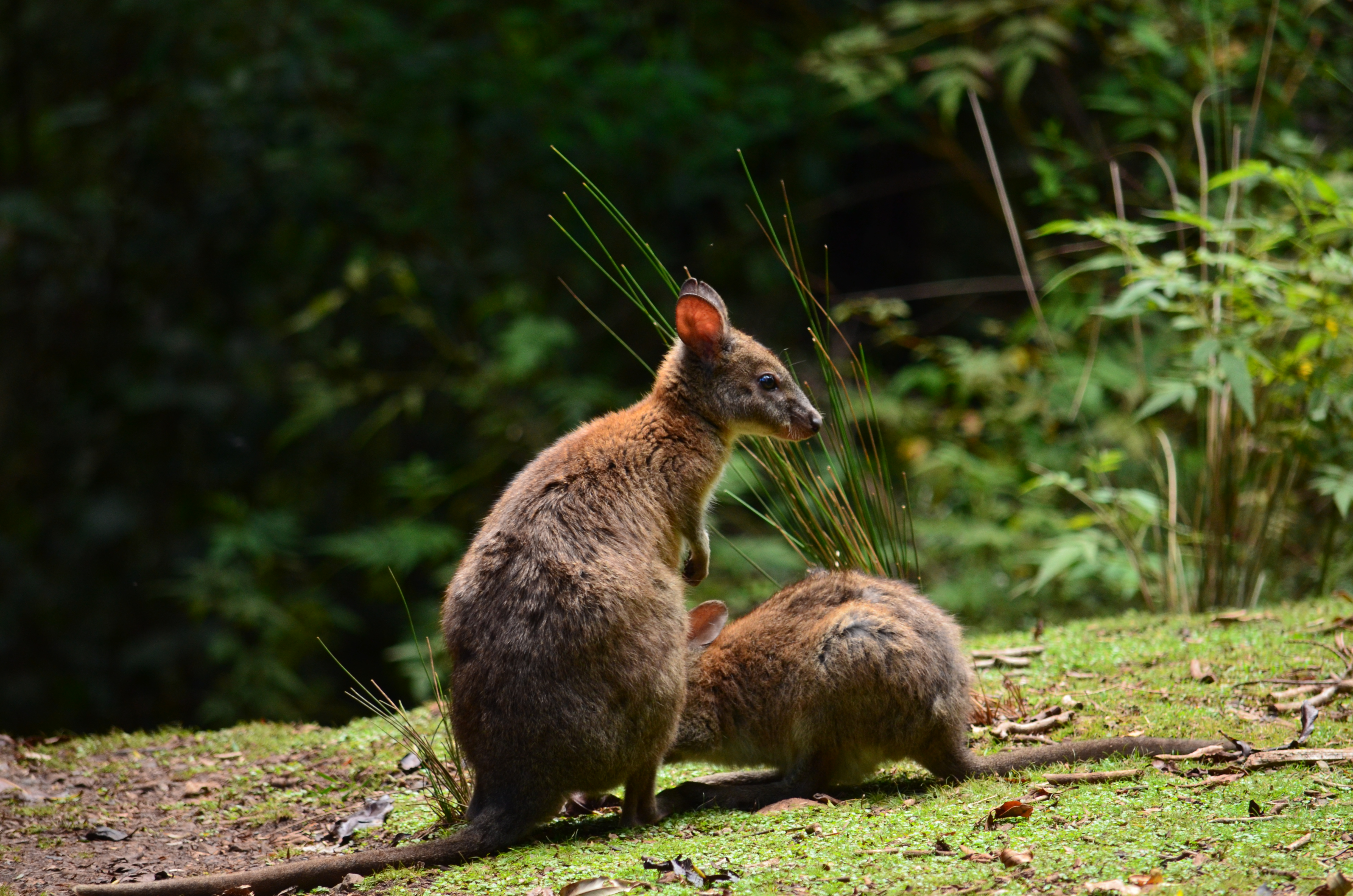